# Capitella gracilis
Capitella gracilis is een borstelworm uit de familie Capitellidae.
De wetenschappelijke naam van de soort werd in 1880 gepubliceerd door Addison Emery Verrill.